# Kullervo Killinen
Paolo Kullervo Killinen, född 15 mars 1912 i Rom, död 18 februari 1994 i Helsingfors, var en finländsk marinofficer och statsvetare.
Killinen,  som var son till arkitekt Väinämö Killinen och läraren Aino Ester Immonen, blev student 1929, utexaminerades från Sjökrigsskolan 1934, Krigshögskolan 1948 samt blev underlöjtnant 1932, löjtnant 1936, kaptenlöjtnant 1941, kommendörkapten 1944, kommendör 1955 och kommodor 1966. Han blev politices kandidat 1952, politices licentiat 1955, politices doktor 1955 och var docent i internationell politik vid Helsingfors universitet 1958–1968. Han var chef för motortorpedbåtar 1935–1942, för operationsbyrån i flottans stab 1943, tjänstgjorde vid huvudstaben 1945–1953, var lärare vid Krigshögskolan 1955–1957, militärattaché i London 1958–1960 och verkställande direktör för Finska Notisbyrån Ab 1960–1972. Han var huvudredaktör för Suomi Merellä 1946–1951 och ordförande i Marinofficerföreningen 1956–1957.
Som skriftställare behandlade Killinen främst internationella säkerhets- och fredsfrågor, bland annat i verket Kansainvälinen politiikka (två band, 1958–1959), som avspeglar det dåtida styrkepolitiska tänkesättet. Hans memoarer utkom 1974 under titeln Tasavallan kulissimiehenä. År 1983 utgav han verket Miekka tuppeen, där relationerna mellan den finländska stats- och militärledningen under kriget granskas, och 1988 Sprengtportenin linja, som behandlar den finländska säkerhetspolitikens tidigaste faser.